# Wikalong
Wikalong es un sitio web y un software que permiten comentar cualquier página web usando un wiki. Estas páginas de comentarios pueden ser usadas como páginas de descripción, páginas de discusión, libros de visitas o cualquier otro uso que se le quiera dar.
Por ejemplo, en www.whitehouse.gov/ (en la modificación del 13/10/04) Wikalong muestra el siguiente comentario  (enlace roto disponible en Internet Archive; véase el historial, la primera versión y la última).: Encuentro raro que el sitio oficial de la presidencia de los Estados Unidos sea usado para propaganda de la campaña.
La forma de uso más cómoda de Wikalong es mediante una extensión de Mozilla Firefox y Mozilla que muestra la página de comentarios en la barra lateral del navegador. De esta se pueden hacer, literalmente, comentarios al margen de cualquier página web. En el caso de Internet Explorer y otros navegadores se puede usar un bookmarklet que abre una página nueva con la página de Wikalong.
Uno de los problemas de la versión beta (quizás insoluble) es que si la misma página es llamada de dos maneras diferentes, entonces tendrá dos páginas de Wikalong. Por ejemplo, Wikalong muestra dos contenidos diferentes para http://www.nic.cl/ y http://nic.cl/.